# میلپیتاس
میلپیتاس شهری در شهرستان سانتا کلارا، کالیفرنیا است.این شهر در حومه شهر سن خوزه، کالیفرنیا است.در سرشماری ۲۰۱۰ جمعیت این شهر ۶۶۷۹۰ نفر بوده‌است.